# Iglesia de Nuestra Señora de la Candelaria (Tijarafe)

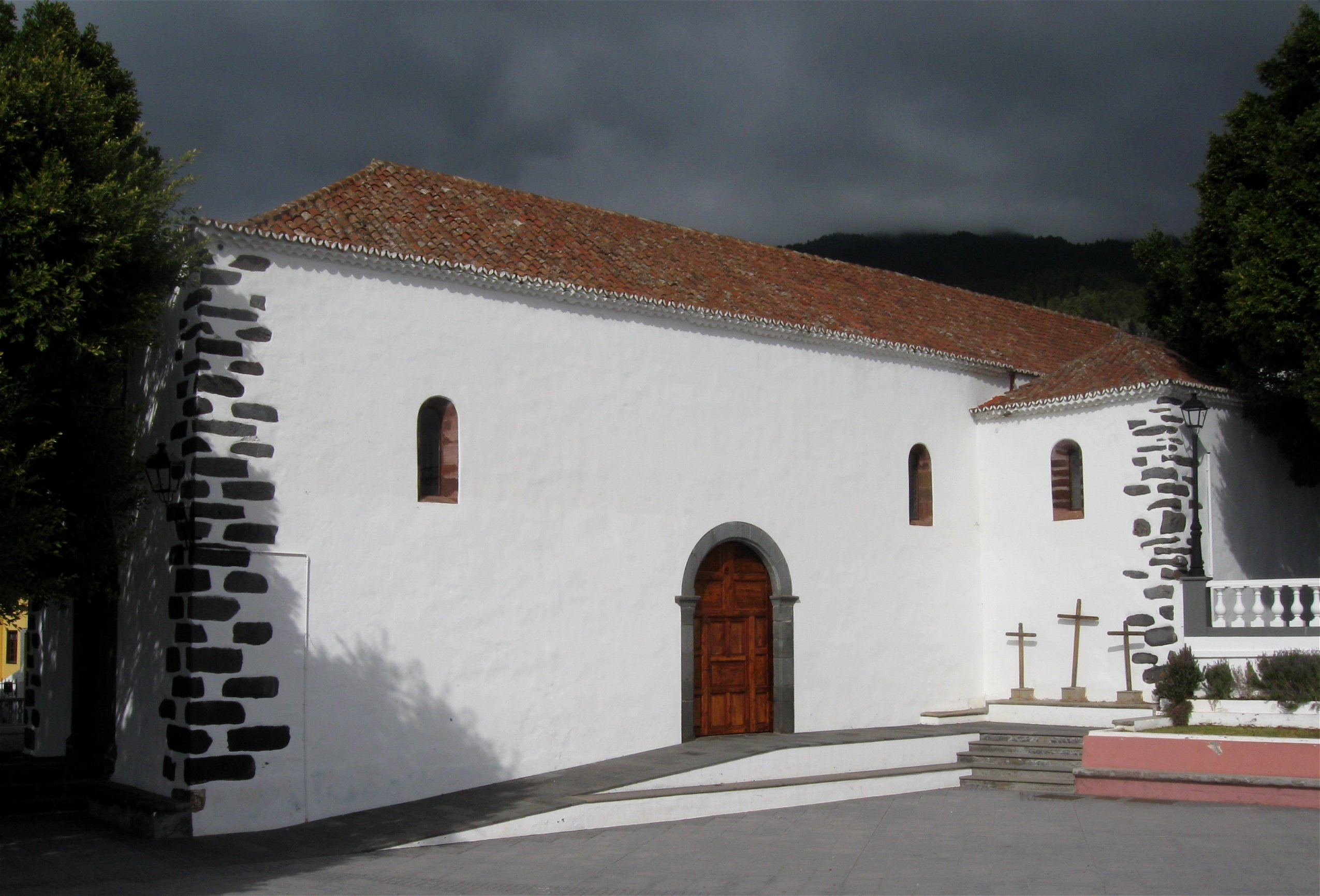
Iglesia de Nuestra Señora de la Candelaria de Tijarafe.

La iglesia de Nuestra Señora de la Candelaria sita en el término municipal de Tijarafe en la isla de La Palma (Canarias, España),  fue edificada entre los siglos XVII y XVIII. Con un definido estilo Mudéjar de una sola nave sobria y sencilla, tiene esta Iglesia una original espadaña de puro estilo autóctono, colocada en la parte posterior del templo, con el detalle de la balconada y escalera de subida por el exterior del inmueble. 
En la base de la espadaña existe una piedra grabada con la fecha 1686. La entrada principal del templo ha sido recientemente restaurada, dejando al descubierto la cantería de los esquineros de todo el edificio. 
Por la parte del naciente se distingue el enclave de la espadaña y sobresale la capilla del Santísimo una de las que forman el crucero y que está considerada como la más antigua. En la parte del poniente se distinguen tres volúmenes del edificio: la nave principal con la tercera puerta de entrada, de las que consta la Iglesia, la capilla del baptisterio de construcción posterior a las restantes que forman el crucero, siendo su cantería de tosca roja y la capilla del Cristo, la última de las tres que forman el crucero. Se distingue también el adosado de la actual casa parroquial, de reciente construcción, levantándose hacia el año 1950 sobre habitaciones existentes desde fecha muy antigua que se utilizaban como despojo del templo, conocidas como “Casita de la Virgen”. En la última restauración se le incorporó un balcón de madera de tea propia de los pinos canarios añosos.
En el interior del templo, la nave principal, de estilo sobrio y sencillo, pero muy acogedor. Al fondo el interesante Retablo Mayor obra de Antonio de Orbarán, de gran valor e interés artístico, siendo este uno de los pocos ejemplos conservados en el Archipiélago que muestran una idiosincrasia arquitectónica de cinco calles. La originalidad de este retablo estriba en la fórmula seguida por Orbarán de situar en los intercolumnios o entrecalles todo el muestrario escultórico de todo un extraordinario apostolado, con lo que adquiere prácticamente la apariencia de once calles. Resulta, por lo tanto, una solución mixta esculto-pictórica. En las paredes interiores del templo existen diez huecos o nichos construidos en 1950 para colocar diversas imágenes. 
El coro es de madera y su estilo canario. El artesonado de la capilla principal es muy rico en detalles, destacando también el de la nave central. La Capilla del Santísimo o del Rosario es la más primitiva de todo el inmueble y contiene el más rico de todos los arcos existentes en el mismo. Es de destacar la pequeña imagen de San Antonio de Padua del siglo XVI y las imágenes de Nuestra Señora del Rosario y de San Fernando. También destacada en devoción es la imagen de la patrona de Tijarafe y titular del templo, Nuestra Señora de la Candelaria.